# Fortunato Bianchi
Fortunato Bianchi (Cava Manara, 12 gennaio 1922 – 17 febbraio 1993) è stato un politico italiano.

## Biografia
Laureato in scienze politiche, è stato eletto dalla III alla X legislatura con la Democrazia Cristiana, con l'intervallo delle elezioni politiche in Italia del 1976. Nelle elezioni del 1987 sostituì come primo dei non eletti Franco Piga che rinunciò al ruolo di deputato. Nel Governo Rumor II ricoprì l'incarico di sottosegretario di Stato al Tesoro con ministro Emilio Colombo.